# Ариониды
Ариониды, или лесные слизни (лат. Arionidae) — семейство наземных брюхоногих моллюсков из отряда лёгочных улиток (Pulmonata). Лесные слизни широко распространены в лесах Палеарктики, Северной и Центральной Америки. Некоторые виды (Arion rufus, Arion ater) всеядны и питаются самой разнообразной пищей — от клубней растений до падали и фекалий животных. Существуют данные о нападении этих слизней на птенцов и детёнышей грызунов. Другие представители этого семейства питаются растущими в широколиственных лесах грибами.

## Систематика
- семейство: Arionidae
  - род: Anadenulus Cockerell, 1890
  - род: Ariolimax Morch, 1859
  - род: Arion A. Férussac, 1819
  - род: Ariunculus Lessona, 1881
  - род: Geomalacus Allman, 1843
  - род: Gliabates Webb, 1959
  - род: Hemphillia Bland & Binney, 1872
  - род: Hesperarion Simroth, 1891
  - род: Letourneuxia Bourguignat, 1866
  - род: Magnipelta Pilsbry, 1953
  - род: Prophysaon Bland & Binney, 1873
  - род: Udosarx Webb, 1954
  - род: Zacoleus Pilsbry, 1903